# 31640 Johncaven
31640 Johncaven è un asteroide della fascia principale. Scoperto nel 1999, presenta un'orbita caratterizzata da un semiasse maggiore pari a 2,5630250 UA e da un'eccentricità di 0,1761077, inclinata di 4,46197° rispetto all'eclittica.